# 融和運動
融和運動（ゆうわうんどう）とは、明治時代から第二次世界大戦中にかけての日本における被差別部落の地位向上、環境改善のための運動である。

## 歴史
明治時代に部落出身の代議士・森秀次、和歌山の郷土史家・岡本弥らによって始められた。大正3年（1914年）6月7日、板垣退助、大江卓らが日本最初の全国規模の融和組織となる「帝国公道会」を設立。1921年に華族で東京帝国大学助教授だった有馬頼寧が同愛会を設立、1925年にはこれらの団体を結集した全国融和連盟が発足した。1925年には国粋主義者の平沼騏一郎（平沼赳夫の父でのちの内閣総理大臣）を会長とする中央融和事業協会（中融）が発足した。
1930年には政府の内務省社会局が呼び掛けて、明治維新に際して1868年に「五箇条の御誓文」が示された3月14日を「国民融和日」とすることが、全国融和事業協議会で決定された。
昭和初期になると、ファシズム台頭によって迫害され衰退した水平運動を圧倒した。

## 水平運動との比較
差別糾弾的傾向の強かった後発の水平社運動に対し、先行の融和運動は一般国民以上に天皇への忠誠を誓い、国粋主義者や富裕層の力を借りることによって部落民の地位向上を実現しようとしたものである。戦後、水平社の思想が左派の部落解放同盟や全解連に引き継がれたのに対し、明治天皇の御聖断と国体に即した、右派の融和運動の思想は全日本同和会、自由同和会へと引き継がれている。